# Мурманская областная детско-юношеская библиотека
Му́рманская областна́я де́тско-ю́ношеская библиоте́ка — библиотека в Мурманске, крупнейшая за Полярным кругом специализированная библиотека для детей и молодежи. Учреждена 8 июля 1968 года. 27 мая 2019 года библиотеке присвоено имя Валентины Павловны Махаевой, более 40 лет возглавлявшей учреждение.
Представляет координирующий, информационный, научный, методический центр по организации детского и юношеского чтения в Мурманской области. В библиотеке числится более 33 тыс. читателей. Фонд библиотеки составляет более 309 тыс. документов на разнообразных носителях, в том числе более 254 тыс. книжных изданий, более 600 наименований периодических изданий, около 16 тыс. экземпляров аудио- и видеоматериалов, более 6 тыс. электронных изданий.
В библиотеке используется электронный каталог (с 1994). В библиотеке имеется доступ к сети Интернет (с 1997).

## Структура библиотеки
В структуру библиотеки входит 12 отделов и 6 музеев. В штате учреждения 82 сотрудника.
- Администрация (1 этаж)
- Отдел кадрового, материального и технического обеспечения (1 этаж)
- Центр чтения «Читай и познавай» (1 этаж)
  - зал психологической поддержки читателей
  - зал "Мое счастливое детство"
  - зал "Мир необыкновенных книг и творчества"
  - Музей театральной куклы
- Отдел детского чтения (1 этаж)
  - абонемент дошкольников
  - абонемент 1-4 классов
  - медиатека
- Отдел информационных технологий, маркетинга и рекламы (2 этаж)
- Отдел информационно-библиографической работы и педагогического общения (2 этаж)
- Отдел электронных ресурсов (2 этаж)
  - Музей информации
- Центр краеведения и страноведения (2 этаж)
  - зал краеведческой литературы
  - зал иностранной литературы
  - Музей детской рукописной книги
  - Музей «Мурман литературный» (в том числе, Аллея писателей)
- Отдел художественной литературы (2 этаж)
  - абонемент
  - Музей С.А. Есенина (цокольный этаж)
- Отдел библиотечных фондов и каталогов (3 этаж)
- Научно-методический отдел (цокольный этаж)
  - Музей истории библиотеки
- Молодежный культурно-досуговый центр "БиблиоДвиж" (цокольный этаж)
  - зал "Территория Z"
  - зал Non-fiction
  - зал комиксов
  - зал "ЛитUp"
  - центр волонтерства и проектной деятельности

## Галерея
- Отдел информационной и справочно-библиографической работы
- Отдел литературы на иностранных языках
- Отдел литературы по искусству
- Отдел краеведческой литературы
- Отдел электронных ресурсов
- Отдел обслуживания учащихся 1-4-х классов
- Центр знаний
- Отдел педагогического общения
- Отдел психологической поддержки читателей
- Зал "Сказка"
- Отдел библиотечного обслуживания 5-11 классов и молодежи
- Центр правовой и социальной информации

## Постоянно действующие развивающие кружки, клубы, абонементы, школы
- Творческий клуб «Искусство - это круто!». На занятиях художественным творчеством дети знакомятся с произведениями искусства, осваивают технику рисования различными материалами, лепят из пластилина и соленного теста.
- Мастерская рукодельного искусства "Волшебный квиллинг". Здесь ребят знакомят с различными техниками квиллинга (бумагокручения), учат делать красивые открытки, картины, фоторамки, объемные фигуры и многое другое.
- "Живая Медиатека: IT-класс"
- Интерактивная детская студия ИНФОРМИК. Творческие занятия с использованием информационных технологий. Участники научатся создавать:  буктрейлеры, викторины, комиксы, пазлы, кроссворды, фотоальбомы, фотоархивы, электронные презентации, смешные рамки, слайд-шоу, видеоролики, цифровые коллажи и открытки, интерактивное облако слов.
- Клуб "Детский английский". Цель программы – подготовить ребенка к изучению английского языка в школе, и научить не бояться иностранных языков.
- Клуб "Разговорный английский". Для любителей английского языка от 12 лет. Английский язык станет яркой частью вашей жизни, а не просто предметом в школьном расписании.
- Литературный клуб "Высокие энергии". Площадка для всех, кто неравнодушен к литературе и культуре. Если вам есть, что сказать по этому поводу – приходите!
- Клуб любителей комиксов. Тут вы найдете японскую мангу, графические романы, комиксы российских авторов и многое другое..
- Клуб «Общение»: постоянно действующий семинар для школьных библиотекарей г. Мурманска

## Аллея писателей
Литературная аллея у входа в Мурманскую областную детско-юношескую библиотеку имени В П. Махаевой была открыта в феврале 2006 года, когда на ней установили бюст русского поэта Николая Рубцова. Имя Рубцова тесно связано с Кольским Севером: работа в траловом флоте, служба на Северном флоте, учёба в Кировском горно-химическом техникуме.
Продолжением Аллеи писателей стала скульптура Владимира Смирнова, мурманского поэта, краеведа, журналиста и публициста, первого из северян члена Союза писателей СССР, установленная в мае 2008 года.
В июле 2008 года на Аллее состоялось открытие бюста историка, писателя, юнги Северного флота Валентина Пикуля. За несколько дней до открытия бюста при закладке фундамента в основание памятника были заложены три капсулы: с землей Соловецких островов, где располагалась школа юнг, выпускником которой был В. Пикуль, с хребта Муста-Тунтури (там с июня 1941-го по октябрь 1944-го проходили самые тяжелые бои) и капсула с водой Баренцева моря. Бюст выполнен из специального сверхпрочного бетона.
В сентябре 2011 года был открыт бюст Виталия Маслова, мурманскому прозаику, общественному деятелю, почётному гражданину города-героя Мурманска, почётному полярнику, ветерану атомного флота.
7 октября 2014 года был открыт бюст Александра Подстаницкого. Молодой мурманский поэт, журналист и стрелок-радист в годы войны Подстаницкий погиб в 1942 году во время боевого вылета в районе города Орла.
28 марта 2018 года на Аллее писателей состоялась церемония открытия памятного мемориального бюста писателю Николаю Скромному. Скромный Николай Александрович, член Союза писателей СССР, член Союза писателей России, ответственный секретарь Мурманской областной общественной организации Союза писателей России.
24 мая состоялась церемония открытия памятного бюста писателю Виктору Тимофееву. Виктор Леонтьевич Тимофеев – поэт, писатель и общественный деятель, член Союза писателей России и Союза журналистов России, заслуженный работник культуры РФ, почётный гражданин города-героя Мурманска. Открытие бюста приурочено к 35-летию празднования Дня славянской письменности и культуры в Мурманской области.
Все семь бюстов — работа мурманского скульптора Александра Арсентьева, который известен как создатель памятников в Долине Славы, мемориала советским воинам в Печенге, памятника воину-освободителю в Кандалакше. В 2001 году за большой вклад в общественную жизнь Мурманской области Александр Арсентьев стал лауреатом общественной премии имени Виталия Маслова.